# Группа Е4
АО «Группа Е4» — российская инжиниринговая компания 2006, Штаб-квартира располагалась в Москве.
По итогам 2009 года АО «Группа Е4» заняло 1 место в рейтинге «Инжиниринг в России» специализированного журнала «Управление производством», 164 место в рейтинге «Эксперт-400» журнала «Эксперт», 185 место в рейтинге «500 крупнейших компаний России» журнала «Финанс».
В конце 2016 года решением суда была признана банкротом.

## Собственники и руководство
Владельцем 100 % уставного капитала Группы Е4 по состоянию на лето 2007 года являлась кипрская компания Eforg Asset Management Ltd., подконтрольная бизнесмену Михаилу Абызову, являвшемуся председателем совета директоров «Группы Е4».
Президент компании АО «Группа Е4» — Малышев Андрей Борисович. Первый вице-президент — технический директор АО «Группа Е4» — Ильяс Загретдинов.

## Деятельность
Компания работала в сфере промышленно-энергетического строительства. Производственные активы компании располагались в 25 регионах и во всех федеральных округах РФ.
На 2009 год «Группа Е4» имела опыт выполнения более 500 проектов на 3 континентах, в 23 странах мира, в том числе и в условиях вечной мерзлоты, зонах с тропическим климатом, с ограниченной транспортной инфраструктурой и значительным удалением от населённых пунктов.
Общая численность персонала компании достигала порядка 20 тыс. человек, среди которых более 100 кандидатов и докторов наук. Выручка группы в 2010 году — 14 184 480 тыс. руб, (в 2009 году — 2 809 005 тыс. руб). Чистая прибыль ОАО «Группа Е4» по итогам 2010 года — 2 234 082 тыс. руб..
С 2008 года Группа Е4 входила в состав Национальной ассоциации инжиниринговых компаний. C 2010 года Группа Е4 — член Российского союза промышленников и предпринимателей.

### Выполненные проекты
- Строительство ПГУ Астраханской ГРЭС мощностью 110 МВт (площадка Астрахань-1). Ввод апрель 2011 г. Заказчиком работ выступило ОАО «Лукойл».
- Строительство ПГУ на котельной Северо-западного района г. Курска. Компания выполняет комплекс работ по строительству ПГУ-ТЭЦ максимальной мощностью 123.6 МВт (2хГТ-49.3+25). Заказчик работ — Группа ОНЭКСИМ, поставщик оборудования — компания General Electric. Ввод июнь 2011 г.
- Расширение Краснодарской ТЭЦ с сооружением «под ключ» ПГУ-410. Компания выполнила работы по проектированию, поставке оборудования и материалов, строительству, пусконаладочные работы и обучение персонала станции. После завершения проекта электрическая мощность Краснодарской ТЭЦ возросла на 410 МВт. Заказчиком работ выступило ОАО «Лукойл». Поставщик основного оборудования — Mitsubishi. Ввод октябрь 2011 г.[7].
- Выполнение работ по монтажу первых в России пиковых мобильных газотурбинных электрических станций (МГТЭС) для ОАО «Мобильные ГТЭС». МГТЭС суммарной мощностью 225 мВт установлены на площадках вблизи подстанций 110 кВ Дарьино, Пушкино, Рублёво, Новосырово.
- Строительство логистического парка «Уткина заводь» в Ленинградской области. В посёлке Новосаратовка Всеволожского района Ленинградской области «Группа Е4» приступила к строительству логистического парка.
- Строительство обогатительной фабрики «Листвянская-2» в Новосибирской области. Работы по возведению фабрики начались в сентябре 2006 года. Проект был завершён за рекордные 15 месяцев, и «Листвянская-2» сдана в эксплуатацию на полгода раньше срока. Её мощность составляет 1,5 млн тонн рядового антрацита в год.
- Работы по восстановлению инфраструктуры посёлка Тиличики административного центра Олюторского района Камчатского края после землетрясения 2006 года. Стоимость реализации проекта составила более 3 млрд рублей.
- Выполнение строительно-монтажных работ по объекту "Реконструкция «мокрого» хранилища облучённого ядерного топлива реакторов ВВЭР-1000 на заводе РТ-2 (здание 1) ФГУП «ГХК». Место выполнения строительных работ — ЗАТО Железногорск Красноярского края. Стоимость контракта — 420,5 млн руб.[8]
- Строительство Бурейской ГЭС. Станция включает в себя плотину и шесть гидроагрегатов, установленной мощностью 2000 МВт. Окончание строительства запланировано на 2013 г.
- Строительство областного перинатального центра в городе Благовещенске в рамках приоритетного национального проекта «Здоровье».
- Строительство ПГУ мощностью 420 МВт Череповецкой ГРЭС. Заказчик работ — ОАО «ОГК-6» (ООО «Газпром энергохолдинг»). Поставщик основного оборудования — Siemens. Объём работ по строительству блока Череповецкой ГРЭС включал в себя выполнение проектных, подготовительных, строительно-монтажных и специальных строительных работ, приобретение, доставку, монтаж, пусконаладку, испытания оборудования, необходимого для строительства объекта, а также его ввод в эксплуатацию.

### Текущие проекты
По состоянию на начало 2012 года компания осуществляла крупные проекты в области промышленного и энергетического строительства:
- Строительство 3х410 МВт парогазовых энергоблоков «под ключ» Няганской ГРЭС. Предполагается, что «Группа Е4» выступит генеральным подрядчиком (EPC-контракт) при осуществлении строительства «Энергетического острова» Няганской ГРЭС (строительство, монтаж трёх парогазовых энергоблоков «под ключ» ПГУ № № 1, 2 и 3: 3х410 МВт). Заказчиком работ выступает компания Фортум. Поставщик основного оборудования — Siemens.
- Строительство ПГУ мощностью 420 МВт Серовской ГРЭС. Заказчик работ — ПАО «ОГК-2» (ООО «Газпром энергохолдинг»). Поставщик основного оборудования — Siemens.
- Выполнение строительно-монтажных работ по объекту "Строительство сухого хранилища облучённого ядерного топлива реакторов РБМК-1000 и ВВЭР (ХОТ-2) ФГУП «Горно-химический комбинат» (ФГУП «ГХК») на заводе РТ-2 (здание 1) ФГУП «ГХК». Место выполнения строительных работ — ЗАТО Железногорск Красноярского края. Стоимость контракта составляет 9,5 млрд руб.[8]
- Участие в создании нового безопасного конфайнмента (НБК) над существующим объектом «Укрытие» Чернобыльской АЭС[9].
- Участие в сооружении первой АЭС во Вьетнаме Нинь Тхуан 1 (изыскания и разработка ТЭО АЭС)[10].
- Строительство «под ключ» тепломагистрали от Апатитской ТЭЦ до г. Кировска с установкой ЦТП[11].